# Richmond (California)
Richmond è un centro abitato (City) degli Stati Uniti d'America, situato nella contea di Contra Costa dello Stato della California. Richmond, insieme a San Rafael, è una delle due città della San Francisco Bay Area che affacciano sia sulla Baia di San Francisco che sulla Baia di San Pablo. Nel censimento del 2010 la popolazione era di 103 701 abitanti.

## Geografia fisica
Secondo i rilevamenti dello United States Census Bureau, Richmond si estende su una superficie di 136,2 km², dei quali 78 km² di terraferma e 58 km² di acqua. La città ha un fronte mare di 51 km, il più lungo di tutte le città della San Francisco Bay Area, e confina a sudovest con la Baia di San Francisco e a nordest con la Baia di San Pablo.